# 弦楽四重奏曲第6番 (モーツァルト)
弦楽四重奏曲第6番 変ロ長調 K. 159 は、ヴォルフガング・アマデウス・モーツァルトが作曲した弦楽四重奏曲。6曲ある『ミラノ四重奏曲』のうちの5曲目であり、『ミラノ四重奏曲第5番』とも呼ばれる。

## 概要
1773年の初め頃にミラノで作曲された。前作の第5番（K. 158）と同じように弦にバスが加えられており、弦楽合奏を示唆したような構成となっている。また楽章の配列では、以前作曲した第1番『ローディ』（K. 80）と同じように、第1楽章にアンダンテの緩徐楽章を置き、第2楽章にアレグロを置くという倒置法を見せている。

## 曲の構成
全3楽章、演奏時間は約12分。イタリア様式の中で独自の個性を発揮した作品であり、楽曲の中心となすト短調の第2楽章には『交響曲第25番 ト短調』（K. 183）の雰囲気を先取りした趣がある。
- 第1楽章 アンダンテ
変ロ長調、2分の2拍子（アラ・ブレーヴェ）、ソナタ形式。
- 第2楽章 アレグロ
ト短調、4分の3拍子、ソナタ形式。
- 第3楽章 ロンド：アレグロ・グラツィオーソ
変ロ長調、4分の2拍子、ロンド形式。